# Llista de sures de l'Alcorà
Aquesta llista de sures de l'Alcorà enumera i caracteritza cadascuna de les 114 sures o capítols que componen l'Alcorà, llibre sagrat dels musulmans.
Totes les sures estan precedides per la bàsmala, una fórmula ritual que diu: «En el nom de Déu, el Clement, el Misericordiós» (bi-smi L·lahi r-Rahmani r-Rahimi), excepte la novena (At-Tawba, El penediment). Altrament, vint-i-nou sures van precedides per unes lletres anomenades al-muqàttaat (literalment ‘les tallades’, ‘les fragmentades’, ‘les trossejades’), el significat de les quals roman incert.
En la llista s'indica on va tenir lloc la revelació de cada sura, a la Meca o a Medina. Pel que fa a l'explicació sobre el seu ordre, vegeu l'article principal.

## Taula de sures
| #   | títols transcrits    | títols traduïts                              | nombre d'aleies | de la Meca o de Medina | ordre cronològic estàndard egipci | ordre cronològic segons Nöldeke | «lletres enigmàtiques» (al-muqàttaat) | el títol fa referència a | temes principals |
| --- | -------------------- | -------------------------------------------- | --------------- | ---------------------- | --------------------------------- | ------------------------------- | ------------------------------------- | ------------------------ | --- |
| 1   | Al-Fàtiha            | El proemi, la primera i l'obertura           | 7               | la Meca                | 5                                 | 48                              |                                       | tota la sura             | - Exposició concentrada dels principis fonamentals de l'Alcorà. |
| 2   | Al-Bàqara            | La vaca                                      | 286             | Medina                 | 87                                | 91                              | àlif lam mim                          | a. 67-73                 | - Necessitat de la consciència de Déu. - Errors comesos pels seguidors de les primeres revelacions. - Abrogació de tots els missatges primerencs (a. 106). - Ordenances legals (ètica, relacions socials, guerra, etc.). - Abraham. - La Kaba. - Aleia del Tron (a. 255).                                                                            |
| 3   | Al Imran             | La família d'Imran                           | 200             | Medina                 | 89                                | 97                              | àlif lam mim                          | a. 33, 35                | - Natura humana de Jesús. - Unicitat de Déu. - Fe i temptacions de l'home. - La batalla de l'Úhud (any 3 dH). |
| 4   | An-Nissà             | Les dones                                    | 176             | Medina                 | 92                                | 100                             |                                       | tota la sura             | - Unitat de la raça humana i obligacions mútues entre homes i dones (a. 1). - Drets de les dones. - Qüestions sobre la vida familiar (incloent-hi el matrimoni i l'herència). - Guerra i pau. - Relació dels creients amb els no creients. - Esforçar-se en la causa de Déu (el jihad) (a. 95-97).                                                   |
| 5   | Al-Màïda             | La taula servida, baixada del cel            | 120             | Medina                 | 112                               | 114                             |                                       | a. 112-114               | - Disposicions sobre ritus religiosos i obligacions socials. - Corrupció del missatge original de la Bíblia per part de jueus i cristians (a. 68-77, 116-118). |
| 6   | Al-Anam              | Els ramats                                   | 165             | la Meca                | 55                                | 89                              |                                       | a. 136 s.                | - Natura humana del profeta Muhàmmad (a. 50). - Unitat i unicitat de Déu (tawhid) (e.g. a. 100, 103). - Supersticions preislàmiques sobre els animals (a. 136 s.). |
| 7   | Al-Araf              | Els cims que separen el cel i l'infern       | 206             | la Meca                | 39                                | 87                              | àlif lam mim sad                      | a. 46, 48                | - Missió dels profetes. - Adam, Eva i el Diable (a. 16-25). - Històries de Noé, Éber, Xèlah, Lot, Jetró i Moisès (a. 59-171). - Pacte de Déu amb la humanitat (a. 172). - Què passa amb els qui rebutgen el missatge de Déu (a. 175). |
| 8   | Al-Anfal             | Els botins de guerra                         | 75              | Medina                 | 88                                | 95                              |                                       | a. 1                     | - La batalla de Badr (any 2 dH). - Doctrina del sacrifici a través de l'acció. |
| 9   | At-Tawba             | El penediment                                | 129             | Medina                 | 113                               | 113                             |                                       |                          | - Problemes de la guerra entre els creients i els seus enemics. - La batalla de Tabuk (any 9 dH). - Els qui no poden obtenir la fe (a. 124-127). |
| 10  | Yunus                | Iunus, Jonàs bíblic                          | 109             | la Meca                | 51                                | 84                              | àlif lam ra                           | a. 98                    | - Revelació de l'Alcorà a Muhàmmad (no és obra seva) (a. 15-17, 37-38, 94). - Referències als primers profetes. - Els principis fonamentals de l'islam. |
| 11  | Hud                  | Hud, profeta dels adins, àrabs d'Ad          | 123             | la Meca                | 52                                | 75                              | àlif lam ra                           | a. 50-60                 | - Revelació de la voluntat de Déu a través dels Seus profetes. - Més històries sobre els primers profetes. - Relacions justes entre els homes. |
| 12  | Yússuf               | Iússuf, Josep bíblic                         | 111             | la Meca                | 53                                | 77                              | àlif lam ra                           | tota la sura             | - Història del profeta Josep (il·lustració de com Déu dirigeix de manera insondable els afers humans). |
| 13  | Ar-Rad               | El tron                                      | 43              | Medina                 | 96                                | 90                              | àlif lam mim ra                       | a. 13                    | - Revelació de Déu, mitjançant els seus profetes, de certes veritats morals fonamentals i les conseqüències d'acceptar-les o rebutjar-les. |
| 14  | Ibrahim              | Ibrahim, Abraham, el patriarca bíblic        | 52              | la Meca                | 72                                | 76                              | àlif lam ra                           | a. 35-41                 | - Revelació de la paraula de Déu a tota la humanitat per a dur-la de les tenebres cap a la llum. |
| 15  | Al-Hijr              | Al-Hijr, la Pedrera, lloc d'Aràbia           | 99              | la Meca                | 54                                | 57                              | àlif lam ra                           | a. 80                    | - Guia de Déu per a l'home a través de la revelació de l'Alcorà, el qual romandrà incorrupte per a l'eternitat (a. 9). |
| 16  | An-Nahl              | Les abelles                                  | 128             | la Meca                | 70                                | 73                              |                                       | a. 68-69                 | - Creativitat de Déu: - Manifestada en els instints de les abelles. - Culmina amb la guia que representa la Seva paraula revelada. |
| 17  | Al-Isrà              | El viatge nocturn                            | 111             | la Meca                | 50                                | 67                              |                                       | a. 1                     | - Viatge nocturn de Muhàmmad. - Els fills d'Israel (a. 2-8, 101-104). |
| 18  | Al-Kahf              | La caverna                                   | 110             | la Meca                | 69                                | 69                              |                                       | a. 13-20                 | - Sèrie de paràboles o al·legories sobre el tema de la fe en Déu enfront de l'excessiva afecció envers la vida terrenal. Inclou: - Els homes de la cova (a. 13-20). - L'home ric i l'home pobre (a. 32-44). - Moisès i el savi sense nom (a. 60-82). - Al·legoria de Dhu-l-Qarnayn, «el de les Dues Banyes» (a. 83-98).                              |
| 19  | Màryam               | Màriam, Maria                                | 98              | la Meca                | 44                                | 58                              | kaf ha ya ayn sad                     | a. 16-37                 | - Història de Zacaries i del seu fill Joan, precursor de Jesús (a. 2-15). - Història de Maria i Jesús (a. 16-37). |
| 20  | Ta-ha                | Lletres ta i ha                              | 135             | la Meca                | 45                                | 55                              | ta ha                                 | a. 1                     | - Guia oferta per Déu a través dels Seus profetes. - Les veritats fonamentals inherents a totes les religions revelades són idèntiques. - Història de Moisès (a. 9-98). |
| 21  | Al-Anbiyà            | Els profetes                                 | 112             | la Meca                | 73                                | 65                              |                                       | a. 48-91                 | - Unicitat, singularitat i transcendència de Déu. - Continuïtat i unitat intrínseca de tota la revelació divina. - Històries dels profetes de l'antiguitat (a. 48-91). - Els creients de totes les religions pertanyen a una sola comunitat (a. 92).                                                                                                 |
| 22  | Al-Hajj              | El pelegrinatge haj                          | 78              | Medina                 | 103                               | 107                             |                                       | a. 25-38                 | - El pelegrinatge a la Meca i alguns dels rituals que s'hi relacionen (a. 25-38). |
| 23  | Al-Muminun           | Els creients                                 | 118             | la Meca                | 74                                | 64                              |                                       | a. 1                     | - La fe veritable. - Evidència de l'existència d'un Creador totpoderós i responsabilitat última de l'home envers Ell. - Unitat de totes les comunitats religioses trencada per l'egoisme, la cobdícia i la recerca de poder dels homes (a. 52-53). - Impossibilitat de creure en Déu sense creure en la vida després de la mort.                     |
| 24  | An-Nur               | La llum                                      | 64              | Medina                 | 102                               | 105                             |                                       | a. 35                    | - Relacions mútues i normes ètiques entre homes i dones. - Paràbola mística de la «llum de Déu» (Aleia de la Llum) (a. 35). |
| 25  | Al-Furqan            | El criteri del bé i el mal                   | 77              | la Meca                | 42                                | 66                              |                                       | a. 1                     | - El propòsit de tota revelació divina és proporcionar un criteri estable per a discernir entre veritat i falsedat. - Tots els enviats de Déu han estat simples humans (a. 20). - La revelació divina forma part de l'activitat creadora de Déu. |
| 26  | Aix-Xuarà            | Els poetes                                   | 227             | la Meca                | 47                                | 56                              | ta sin mim                            | a. 224                   | - La feblesa dels homes els fa rebutjar el missatge de Déu i els impedeix d'adorar el Seu poder i riqueses. |
| 27  | An-Naml              | Les formigues                                | 93              | la Meca                | 48                                | 68                              | ta sin                                | a. 18                    | - Llengeda de Salomó i la reina de Saba. |
| 28  | Al-Qassas            | La narració                                  | 88              | la Meca                | 49                                | 79                              | ta sin mim                            | a. 25                    | - Aspectes humans de la vida de Moisès. |
| 29  | Al-Ankabut           | L'aranya                                     | 69              | la Meca                | 85                                | 81                              | àlif lam mim                          | a. 41                    | - Paràbola de La casa de l'aranya, que simbolitza que les creences falses se les endurà el vent de la veritat (a. 41). |
| 30  | Ar-Rum               | Els rum, romans (bizantins), cristians       | 60              | la Meca                | 84                                | 74                              | àlif lam mim                          | a. 1                     | - Prediccions sobre la victòria futura dels romans sobre els perses i la batalla de Badr (any 2 dH) (a. 1-7). - L'habilitat de Déu per a ressuscitar els morts al final dels temps i la ignorància d'aquest fet per part de la gent. |
| 31  | Luqman               | Luqman, patriarca àrab                       | 34              | la Meca                | 57                                | 82                              | àlif lam mim                          | a. 12-19                 | - Història de Luqman, un savi llegendari, aconsellant el seu fill (a. 12-19). |
| 32  | As-Sajd              | La postració                                 | 30              | la Meca                | 75                                | 70                              | àlif lam mim                          | a. 15                    | - La Creació de Déu. - La Revelació de Déu i la seva acceptació o rebuig per part dels homes. - El Dia del Judici. |
| 33  | Al-Ahzab             | Els coalitzats                               | 73              | Medina                 | 90                                | 103                             |                                       | a. 9-27                  | - La batalla del Fossat (any 5 dH) (a. 9-27). - Relació entre Muhàmmad i la seva família. |
| 34  | Sabà                 | Els de Saba                                  | 54              | la Meca                | 58                                | 85                              |                                       | a. 15-20                 | - Insignificança dels coneixements accessibles a l'home (a. 9). - Història del poble de Sabà com a exemple de la mutabilitat del poder, la riquesa i la glòria humanes (a. 15-20). - Necessitat de tenir sempre consciència de Déu (a. 46). |
| 35  | Fàtir                | El Creador, des de l'origen                  | 45              | la Meca                | 43                                | 86                              |                                       | a. 1                     | - Poder de Déu per a crear i ressuscitar. - Revelació de la voluntat de Déu a través del Seus profetes. |
| 36  | Ya-sin               | Lletres ia i sin                             | 83              | la Meca                | 41                                | 60                              | ya sin                                | a. 1                     | - Responsabilitat moral dels homes, la resurrecció i el judici de Déu. - Recitació sobre la mort i pregàries pels morts. |
| 37  | As-Saffat            | Els qui han estat arrenglerats               | 182             | la Meca                | 56                                | 50                              |                                       | a. 1                     | - Resurrecció i certesa que tots els éssers humans hauran de respondre davant Déu. - Necessitat constant pels homes d'una guia profètica. - Històries sobre els primers profetes (a. 75-148). |
| 38  | Sad                  | La lletra sad                                | 88              | la Meca                | 38                                | 59                              | sad                                   | a. 1                     | - Guia divina i el seu rebuig per part dels orgullosos. |
| 39  | Az-Zúmar             | Les colles d'homes                           | 75              | la Meca                | 59                                | 80                              |                                       | a. 71, 73                | - Evidència de l'existència i de la unicitat de Déu en totes les manifestacions de la naturalesa. - Déu perdona tots els pecats envers Ell als qui es penedeixen abans de morir. - Al·legories sobre la última hora i el Dia del Judici. |
| 40  | Ghàfir/Al-Mumin      | El perdonador                                | 85              | la Meca                | 60                                | 78                              | ha mim                                | a. 3                     | - El fals orgull dels homes, l'adoració de falsos valors (riquesa, poder, etc.) i el rebuig de la guia divina. - Històries sobre els primers profetes. |
| 41  | Fússilat/As-Sajda    | Han estat explicades detalladament           | 54              | la Meca                | 61                                | 71                              | ha mim                                | a. 3                     | - Acceptació o rebuig de la revelació divina per part dels homes. |
| 42  | Aix-Xura             | La consulta                                  | 53              | la Meca                | 62                                | 83                              | ha mim ayn sin qaf                    | a. 36                    | - Déu és indefinible i insondable (a. 11, 16). - Tots els profetes van ensenyar la unicitat de Déu, de manera que els creients de totes les confessions s'haurien de considerar «una mateixa comunitat» (a. 13, 15). - La llei de causa i efecte: en la vida futura els homes només recolliran «allò que les seves mans hagin forjat» en aquest món. |
| 43  | Az-Zúkhruf           | El luxe                                      | 89              | la Meca                | 63                                | 61                              | ha mim                                | a. 35                    | - Considerar que una persona o quelcom pot igualar Déu és espiritualment destructiu i lògicament inacceptable. - Adhesió cega de la gent a la fe dels seus avantpassats (a. 22-23). |
| 44  | Ad-Duhan             | El fum                                       | 59              | la Meca                | 64                                | 53                              | ha mim                                | a. 10                    | - Amb la revelació l'orgull mundà queda reduït al no-res. |
| 45  | Al-Jàthiya           | L'agenollada                                 | 37              | la Meca                | 65                                | 72                              | ha mim                                | a. 28                    | - Humilitat amb què tots els éssers humans hauran d'afrontar el seu judici final a l'hora de la resurrecció (a. 28). |
| 46  | Al-Ahqaf             | Les dunes                                    | 35              | la Meca                | 66                                | 88                              | ha mim                                | a. 21                    | |
| 47  | Muhàmmad             | Muhàmmad, Mahoma                             | 38              | Medina                 | 95                                | 96                              |                                       | a. 2                     | - Lluita (qital) per la causa de Déu. |
| 48  | Al-Fath              | La conquesta                                 | 29              | Medina                 | 111                               | 108                             |                                       | a. 1                     | - El Tractat d'al-Hudaybiyya (any 6 dH). |
| 49  | Al-Hujurat           | Les habitacions reservades                   | 18              | Medina                 | 106                               | 112                             |                                       | a. 4                     | - Ètica social. - Reverència envers el Profeta i els dirigents justos que el seguiran. - Germanor entre tots els creients i tota la humanitat (a. 10, 13). - Diferència entre la veritable fe i l'observança externa de les formalitats religioses (a. 14 s.).                                                                                       |
| 50  | Qaf                  | La lletra qaf                                | 45              | la Meca                | 34                                | 54                              | qaf                                   | a. 1                     | - Mort i resurrecció. - Déu està més prop de l'home que la seva vena jugular (a. 16). |
| 51  | Adh-Dhariyat         | Els qui venten                               | 60              | la Meca                | 67                                | 39                              |                                       | a. 1                     | |
| 52  | At-Tur               | La muntanya                                  | 49              | la Meca                | 76                                | 40                              |                                       | a. 1                     | |
| 53  | An-Najm              | L'estrella                                   | 62              | la Meca                | 23                                | 28                              |                                       | a. 1                     | - Experiència mística de Muhàmmad en la seva ascensió al cel (Miraj i la visió del Sidrat al-Muntaha, ‘l'Arbre del Lotus de l'Extremitat’) (a. 13-18). |
| 54  | Al-Qàmar             | La lluna                                     | 55              | la Meca                | 37                                | 49                              |                                       | a. 1                     | |
| 55  | Ar-Rahman            | El Compassiu                                 | 78              | Medina                 | 97                                | 43                              |                                       | a. 1                     | - Tot passarà, excepte el Rostre de Déu (a. 26-27). - Descripció del paradís (a. 46-78). |
| 56  | Al-Wàqia             | L'esdeveniment                               | 96              | la Meca                | 46                                | 41                              |                                       | a. 1                     | |
| 57  | Al-Hadid             | El ferro                                     | 29              | Medina                 | 94                                | 99                              |                                       | a. 25                    | |
| 58  | Al-Mujàdala          | La discussió                                 | 22              | Medina                 | 105                               | 106                             |                                       | a. 1 >                   | - Divorci (talaq). - Fe i denegació. - Hipocresia. - Actitud dels creients envers els no creients. |
| 59  | Al-Haixr             | La reunió                                    | 24              | Medina                 | 101                               | 102                             |                                       | a. 2                     | - Conflicte entre els musulmans i la tribu jueva dels Banu n-Nadir de Medina. |
| 60  | Al-Múmtahina         | La de la prova                               | 13              | Medina                 | 91                                | 110                             |                                       | a. 10                    | - Relacions dels creients amb els no creients. |
| 61  | As-Saff              | La filera                                    | 14              | Medina                 | 109                               | 98                              |                                       | a. 4                     | - Crida per a unificar fe i comportament. |
| 62  | Al-Júmua             | El divendres                                 | 11              | Medina                 | 110                               | 94                              |                                       | a. 9-10                  | - Obligatorietat de la pregària del divendres (salat al-juma). |
| 63  | Al-Munafiqun         | Els hipòcrites                               | 11              | Medina                 | 104                               | 104                             |                                       | tota la sura             | - Hipocresia. |
| 64  | At-Taghàbun          | El mutu engany                               | 18              | Medina                 | 108                               | 93                              |                                       | a. 9                     | |
| 65  | At-Talaq             | El repudi                                    | 12              | Medina                 | 99                                | 101                             |                                       | tota la sura             | - Divorci (període d'espera, nou casament). |
| 66  | At-Tahrim            | La prohibició                                | 12              | Medina                 | 107                               | 109                             |                                       | a. 1                     | - Certs aspectes de la vida personal i familiar de Muhàmmad. |
| 67  | Al-Mulk              | La sobirania                                 | 30              | la Meca                | 77                                | 63                              |                                       | a. 1                     | - Incapacitat dels homes per a comprendre els misteris de l'univers i la seva dependència de la revelació divina per a poder oerientar-se. |
| 68  | Al-Qàlam             | La ploma per a escriure                      | 52              | la Meca                | 2                                 | 18                              | nun                                   | a. 1                     | |
| 69  | Al-Haqqa             | La veritat absoluta, la sentència inevitable | 52              | la Meca                | 78                                | 38                              |                                       | a. 1                     | |
| 70  | Al-Maàrij            | Els esglaons de l'ascensió                   | 44              | la Meca                | 79                                | 42                              |                                       | a. 3                     | - Manca de voluntat de creure, causada per la inquietud inherent a la naturalesa humana. |
| 71  | Nuh                  | Nuh, Noè                                     | 28              | la Meca                | 71                                | 51                              |                                       | tota la sura             | - Història de Noè. - Lluita contra el materialisme cec i la manca de valors espirituals. |
| 72  | Al-Jinn              | Els genis diables, bons i dolents            | 28              | la Meca                | 40                                | 62                              |                                       | a. 1                     | |
| 73  | Al-Múzzammil         | L'envoltat amb una manta, tot tremolós       | 20              | la Meca                | 3                                 | 23                              |                                       | a. 1                     | |
| 74  | Al-Múdddatthir       | L'abrigat                                    | 56              | la Meca                | 4                                 | 2                               |                                       | a. 1                     | - Breu sura primerenca que resumeix gairebé tots els conceptes alcorànics fonamentals. |
| 75  | Al-Qiyama            | La resurrecció, tots drets, dempeus          | 40              | la Meca                | 31                                | 36                              |                                       | a. 1                     | - Concepte de resurrecció. |
| 76  | Al-Insan/Ad-Dahr     | L'home                                       | 31              | Medina                 | 98                                | 52                              |                                       | a. 1                     | |
| 77  | Al-Mursalat          | Per les coses enviades                       | 50              | la Meca                | 33                                | 32                              |                                       | a. 1                     | - Revelació gradual de l'Alcorà. |
| 78  | An-Naba              | La notícia profètica                         | 40              | la Meca                | 80                                | 33                              |                                       | a. 2                     | - Vida després de la mort. - Resurrecció i Judici Final de Déu. |
| 79  | An-Naziat            | Els àngels que s'emporten les ànimes         | 46              | la Meca                | 81                                | 31                              |                                       | a. 1                     | |
| 80  | Àbassa               | Va arrufar les celles                        | 42              | la Meca                | 24                                | 17                              |                                       | a. 1                     | |
| 81  | At-Takwir            | L'enrotllament                               | 29              | la Meca                | 7                                 | 27                              |                                       | a. 1                     | - Última Hora i resurrecció de l'home. |
| 82  | Al-Infitar           | La fenedura                                  | 19              | la Meca                | 82                                | 26                              |                                       | a. 1                     | |
| 83  | Al-Mutaffifín        | Els gasius, els molt avars                   | 36              | la Meca                | 86                                | 37                              |                                       | a. 1                     | |
| 84  | Al-Inxiqaq           | La partició, en dues parts                   | 25              | la Meca                | 83                                | 29                              |                                       | a. 1                     | |
| 85  | Al-Buruj             | Les constel·lacions, que són com torres      | 22              | la Meca                | 27                                | 22                              |                                       | a. 1                     | |
| 86  | At-Tàriq             | L'astre de la nit, que obre el camí          | 17              | la Meca                | 36                                | 15                              |                                       | a. 1                     | |
| 87  | Al-Ala               | L'Altíssim                                   | 19              | la Meca                | 8                                 | 19                              |                                       | a. 1                     | |
| 88  | Al-Ghàixiya          | La que cobreix                               | 26              | la Meca                | 68                                | 34                              |                                       | a. 1                     | |
| 89  | Al-Fajr              | L'alba                                       | 30              | la Meca                | 10                                | 35                              |                                       | a. 1                     | |
| 90  | Al-Bàlad             | La població, la ciutat, el poble             | 20              | la Meca                | 35                                | 11                              |                                       | a. 1                     | |
| 91  | Aix-Xams             | El sol                                       | 15              | la Meca                | 26                                | 16                              |                                       | a. 1                     | |
| 92  | Al-Layl              | La nit                                       | 21              | la Meca                | 9                                 | 10                              |                                       | a. 1                     | |
| 93  | Ad-Duha              | El matí                                      | 11              | la Meca                | 11                                | 13                              |                                       | a. 1                     | - Sofriment de l'home i justícia de Déu. |
| 94  | Al-Inxirah/Aix-Xarh  | És que no t'hem encoratjat?                  | 8               | la Meca                | 12                                | 12                              |                                       | a. 1                     | |
| 95  | At-Tin               | Les figueres                                 | 8               | la Meca                | 28                                | 20                              |                                       | a. 1                     | - Una veritat moral fonamental, comuna a tots els veritables ensenyaments religiosos. |
| 96  | Al-Àlaq              | El coàgul de sang                            | 19              | la Meca                | 1                                 | 1                               |                                       | a. 2                     | - Cinc primers versicles revelats a Muhàmmad (a. 1-5). |
| 97  | Al-Qadr              | El destí, el decret diví                     | 5               | la Meca                | 25                                | 14                              |                                       | a. 1                     | |
| 98  | Al-Bàyyina           | La prova clara                               | 8               | Medina                 | 100                               | 92                              |                                       | a. 1                     | |
| 99  | Az-Zàlzala/Az-Zalzal | El terratrèmol                               | 8               | Medina                 | 93                                | 25                              |                                       | a. 1                     | |
| 100 | Al-Adiyat            | Els corsers                                  | 11              | la Meca                | 14                                | 30                              |                                       | a. 1                     | |
| 101 | Al-Qària             | La calamitat                                 | 11              | la Meca                | 30                                | 24                              |                                       | a. 1                     | |
| 102 | At-Takàthur          | L'acumulació de riqueses                     | 8               | la Meca                | 16                                | 8                               |                                       | a. 1                     | - La cobdícia i les tendències humanes. |
| 103 | Al-Asr               | El temps, la tarda i la seva oració          | 3               | la Meca                | 13                                | 21                              |                                       | a. 1                     | |
| 104 | Al-Húmaza            | El que va punxant                            | 9               | la Meca                | 32                                | 6                               |                                       | a. 1                     | |
| 105 | Al-Fil               | L'elefant                                    | 5               | la Meca                | 19                                | 9                               |                                       | a. 1                     | - L'atac dels abissinis contra la Meca l'any 570, «any de l'elefant». |
| 106 | Al-Qurayx            | Els Quraixins                                | 4               | la Meca                | 29                                | 4                               |                                       | a. 1                     | - Els quraixites, custodis de la Kaba, haurien d'agrair que Déu els protegeixi de la fam i el perill. |
| 107 | Al-Màün              | L'ajuda vital                                | 7               | la Meca                | 17                                | 7                               |                                       | a. 7                     | - Significat de la veritable adoració a través d'una devoció sincera i l'ajuda als necessitats. |
| 108 | Al-Kàwthar           | Riu d'abundància                             | 3               | la Meca                | 15                                | 5                               |                                       | a. 1                     | - La riquesa espiritual s'obté gràcies a la devoció i el sacrifici. - L'odi és conseqüència de la pèrdua de tota esperança. |
| 109 | Al-Kafirun           | Els infidels                                 | 6               | la Meca                | 18                                | 45                              |                                       | a. 1                     | - Actitud correcta envers els qui rebutgen la fe. |
| 110 | An-Nasr              | La Victòria                                  | 3               | Medina                 | 114                               | 111                             |                                       | a. 1                     | - Última sura completa revelada a Muhàmmad abans de morir. |
| 111 | Al-Màssad/Al-Làhab   | La flama                                     | 5               | la Meca                | 6                                 | 3                               |                                       | a. 5                     | - Hostilitat d'Abu-Làhab, oncle de Muhàmmad. |
| 112 | Al-Ikhlàs            | L'oració perfecta                            | 4               | la Meca                | 22                                | 44                              |                                       | tota la sura             | - Unicitat de Déu (doctrina del tawhid). |
| 113 | Al-Fàlaq             | La llum de l'alba                            | 5               | la Meca                | 20                                | 46                              |                                       | a. 1                     | - Buscar refugi en Déu contra el mal dels altres. |
| 114 | An-Nas               | La gent                                      | 6               | la Meca                | 21                                | 47                              |                                       | a. 1                     | - Confiar en la protecció divina contra les temptacions. |